# Cryodraco
Cryodraco – rodzaj ryb z rodziny bielankowatych. 

## Klasyfikacja
Gatunki zaliczane do tego rodzaju:
- Cryodraco antarcticus
- Cryodraco atkinsoni
- Cryodraco pappenheimi